# Sergej Mitrofanovič Gorodeckij
Sergej Mitrofanovič Gorodeckij (San Pietroburgo, 1884 – 1967) è stato un poeta russo.

## Biografia
Assieme a Nikolaj Stepanovič Gumilëv fu uno dei principali fondatori del movimento letterario denominato acmeismo (o adamismo), diffusosi per innovare le tendenze simboliste, che agli inizi del Novecento mostrarono segni di stanchezza e apparirono ormai parzialmente superate.
Gorodeckij assunse anche il ruolo di ideologo del movimento, sostenendo il principio di accoglimento dell'universo in modo completo e soprattutto nel senso materiale del termine per contrapporsi alla visione astratta dei simbolisti.
Il suo saggio, intitolato Nekotorye tecenija v sovremennoj russkoj poezii (Alcune correnti poesia russa contemporanea), uscito alle stampe sulla rivista Apollon (1912), si dimostra ancora oggi significativo ed emblematico dal punto di vista storico.
Nonostante questo suo particolare impegno teorico, le sue poesie non evidenziarono uno stile e un gusto solamente acmeista, poiché Gorodeckij fu influenzato anche da elementi decadentisti, ancora presenti negli anni di formazione e agli inizi di carriera dell'autore.
I suoi primi successi letterari risalirono al 1908 e persino nelle raccolte più intensamente acmeiste, quali Grjaduscij den (Il giorno veniente, 1914) e Cetyrnadcatyj god (L'anno quattordicesimo, 1915), si possono rintracciare alcuni procedimenti irrazionali decadentisti e simbolisti, anche se sempre meno numerosi, sostituiti sempre più dalla viva realtà.
L'apice della sua creatività lirica fu costituita dalla poesia Adam del 1916, in cui si adeguò alle teorie di Gumilev, secondo le quali i versi devono esprimere un'idea dell'esistenza chiara e ferma, e nelle raccolte Jar (1907) e Perun (1907) in cui rivivono personaggi del folklore pseudorusso.
In seguito Gorodeckij si staccò dal movimento per dedicarsi alla narrativa, con i romanzi come La tromba d'aria purpurea, (1918) e alla poesia contadina., seppur con risultati leggermente inferiori.